# Fuxing (Taoyuan)
Fuxing (chinesisch 復興區, Pinyin Fùxīng Qū, Hakka Fu̍k-hîn--khî, Pe̍h-ōe-jī Hok-heng-khu, Atayal: Pyasan) ist der südlichste Bezirk der regierungsunmittelbaren Stadt Taoyuan in Taiwan.

## Lage und Geschichte
Fuxing bildet den großflächigen südlichen Zipfel der Millionenstadt Taoyuan. Anders als die anderen Bezirke der Stadt erstreckt sich Fuxing weit in den Norden des Taiwanischen Zentralgebirges hinein. Das Terrain ist gebirgig und lässt nur vereinzelt Landwirtschaft zu, wodurch sich seine geringe Besiedlung erklärt. Der Fläche nach ist Fuxing der mit Abstand größte Bezirk Taoyuans (etwa ein Drittel der Gesamtfläche der Stadt), gleichzeitig ist es der Bezirk mit der bei weitem geringsten Bevölkerungsdichte. Der Großteil der Bevölkerung gehört dem Ureinwohner-Volk der Atayal an.
Das Gebiet des heutigen Bezirks Fuxing wurde und wird von den Atayal Pyasan genannt. Anders als im Flachland zog das gebirgige, karge Gebiet im 19. und 20. Jahrhundert nur wenige chinesische Siedler an, so dass die Kultur der Atayal bis in die moderne Zeit weitgehend erhalten blieb. Erst gegen Ende des 19. Jahrhunderts unternahmen die chinesischen Behörden größere und zum Teil militärische Anstrengungen, das Gebiet unter ihre Kontrolle zu bringen. Im Jahr 1886 soll Liu Mingchuan, Gouverneur der Provinz Taiwan, dem Gebiet des heutigen Bezirks den chinesischen Namen Jiaoban gegeben haben. Dieser Name wurde auch während und nach der japanischen Herrschaft über Taiwan weiter verwendet. Am 31. Oktober 1954 benannten die Kuomintang-Behörden den Bezirk aus Anlass des Geburtstages Tschiang Kai-sheks in Fuxing  („Erneuerung“) um, in Anlehnung an das von der Regierung propagierte Ziel der „Erneuerung Chinas“. Im Zuge der Demokratisierung Taiwans und der zunehmenden Rückbesinnung der Ureinwohner auf ihre Kultur wuchs Anfang des 21. Jahrhunderts der Widerstand gegen den als sinozentrisch empfundenen Ortsnamen. Von den Atayal gehen Bestrebungen aus, den Bezirk offiziell in Pyasan umzubenennen.

## Bedeutung
Aufgrund seiner Lage und Topographie ist Fuxing kaum landwirtschaftlich oder industriell erschlossen. Dafür nimmt die touristische Bedeutung dank seiner landschaftlichen Schönheit zu, auch Pfirsiche aus Fuxing, vor allem von den Hängen des Lala-Berges,  erfreuen sich bei Besuchern sowie als Exportgut wachsender Beliebtheit. Ein bekanntes Ausflugsziel ist die presbyterianische Kirche von Jiguopai aus dem Jahr 1964.
Als Ureinwohner-Bezirk genießt Fuxing seit 2014 in einigen Bereichen administrative Autonomie.

## Galerie

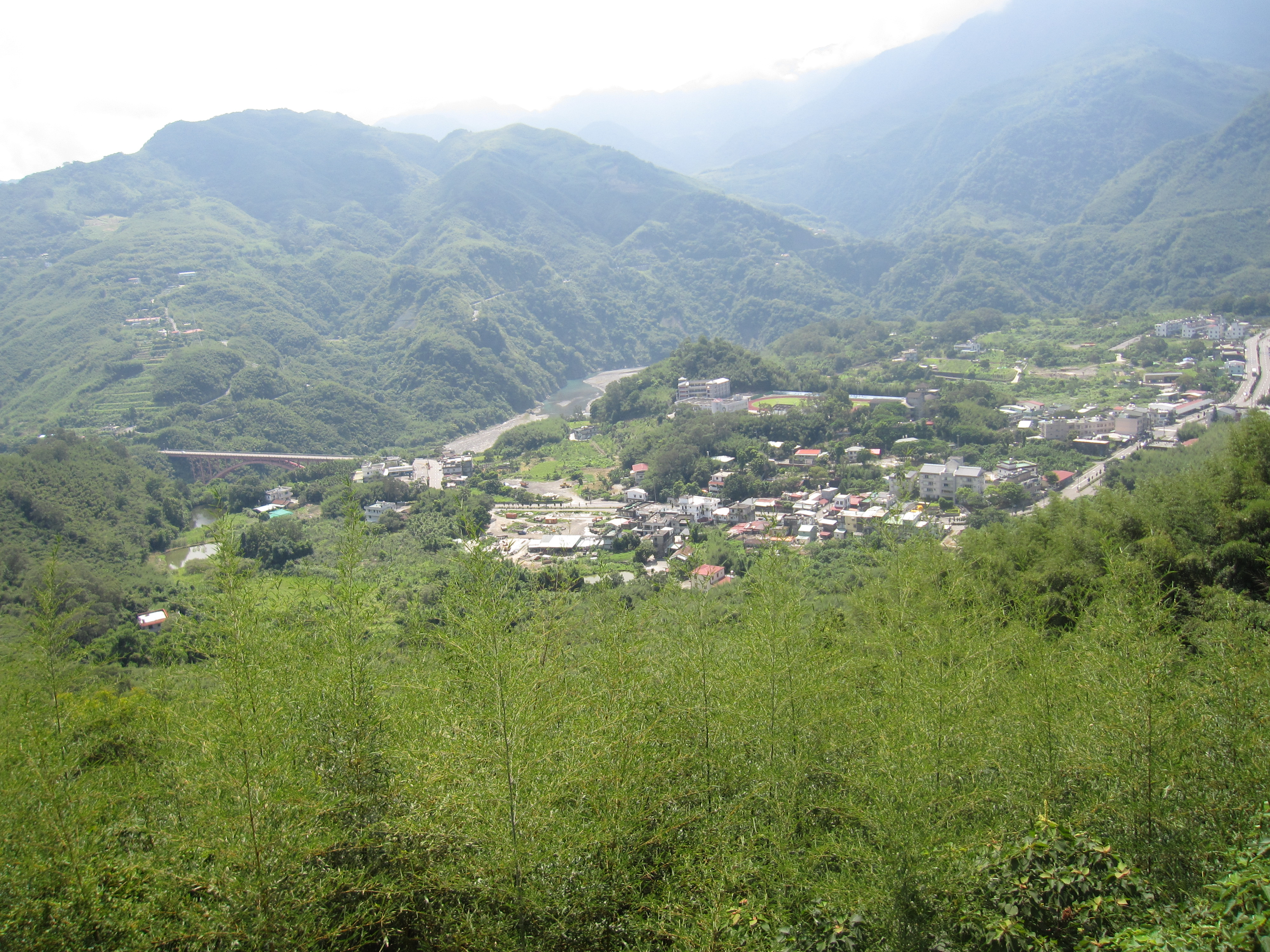
Blick auf den Ortsteil Luofu
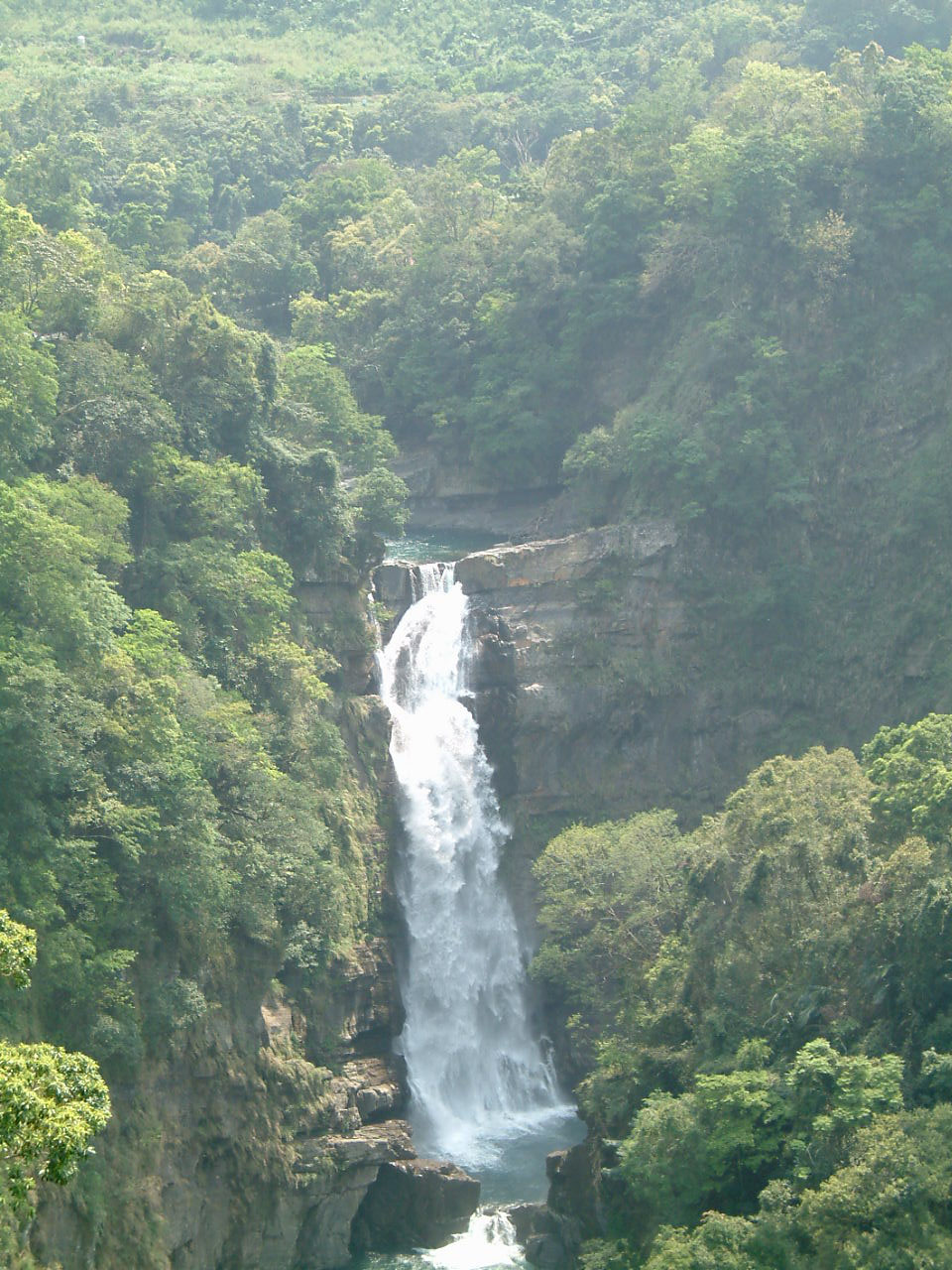
Der Wasserfall Xiao Wulai
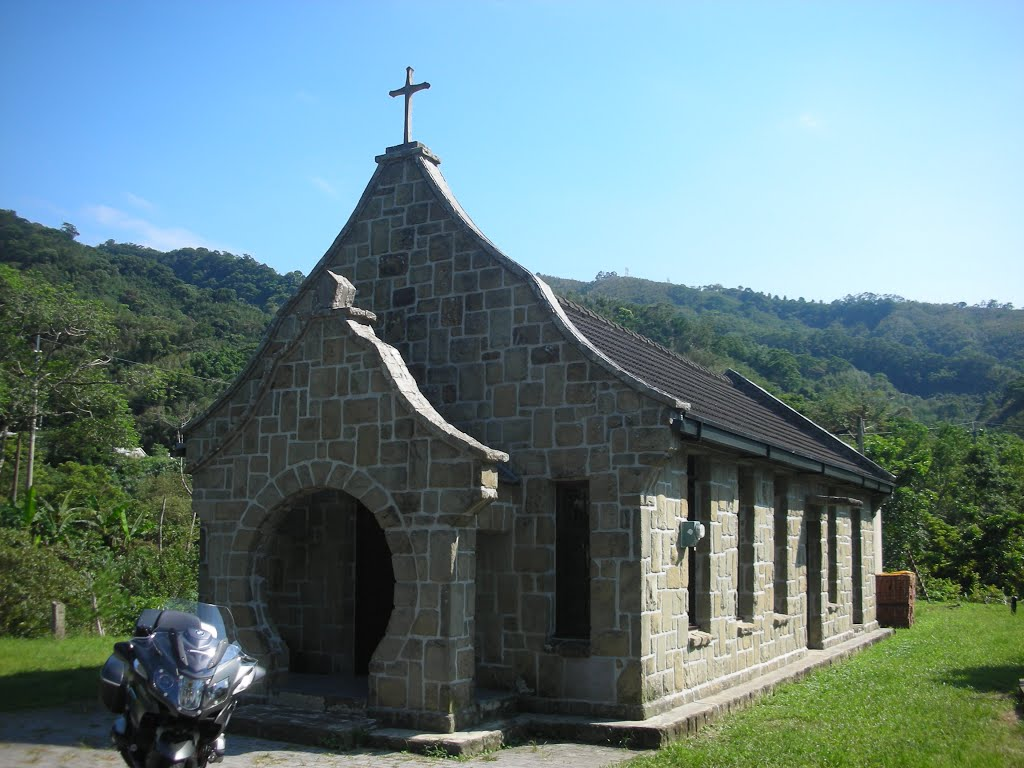
Die alte Kirche von Jiguopai
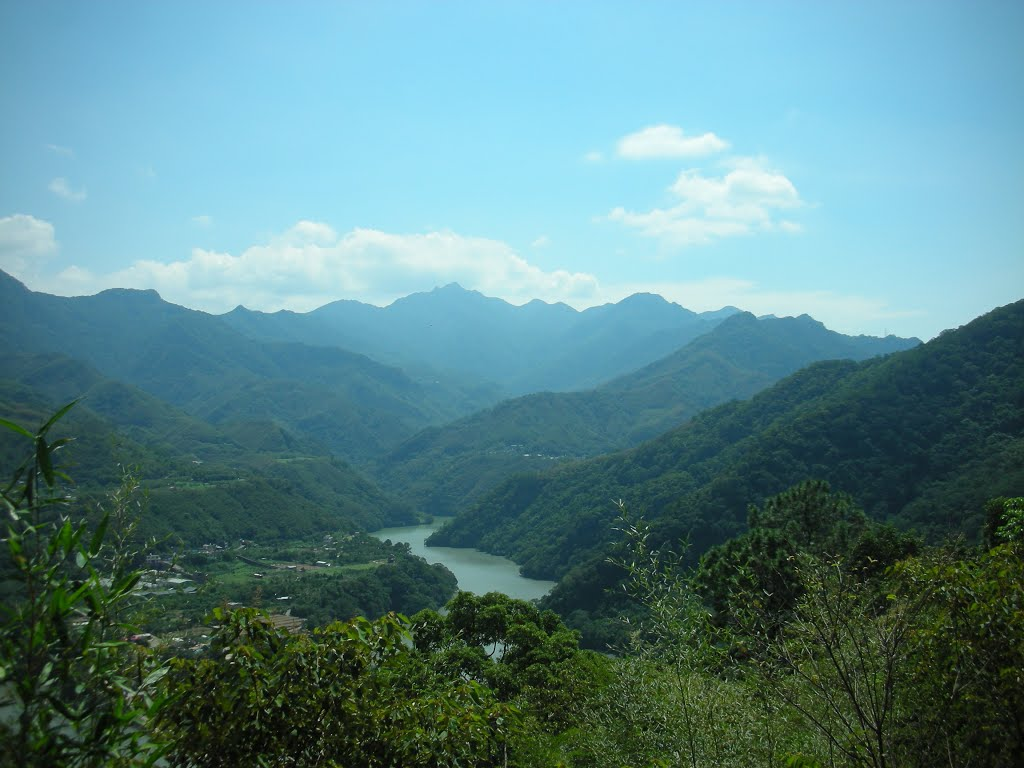
Xikoutai